# 1737 aux échecs
| Années des échecs : 1734 - 1735 - 1736 - 1737 - 1738 - 1739 - 1740    |
| Décennies des échecs : 1700 - 1710 - 1720 - 1730 - 1740 - 1750 - 1760 |

Cet article présente les faits marquants de l'année 1737 aux échecs.

## Événements majeurs
- Philippe Stamma publie un recueil de problèmes d’échecs, Les Cent Positions désespérées, qui est un succès[1]. Il y utilise pour la première fois un système de notation algébrique[2],[3].

## Nécrologie
- Alexander Cunningham, joueur écossais, probable inventeur du gambit Cunningham.